# إلين أمان
إلين أمان (بالألمانية: Ellen Ammann) (و. 1870 – 1932 م) هي سياسية من ألمانيا، والسويد، ولدت في ستوكهولم، توفيت في ميونخ، عن عمر يناهز 62 عاماً.

## جوائز
حصلت على جوائز منها:
- نيشان الكنيسة والبابا  [لغات أخرى]‏.